# بخش یورک، شهرستان ساندوسکی، اوهایو
بخش یورک (به انگلیسی: York Township) یک منطقهٔ مسکونی در ایالات متحده آمریکا است که در شهرستان ساندوسکای، اوهایو واقع شده‌است.
 بخش یورک ۸۵٫۱ کیلومتر مربع مساحت و ۲٬۵۱۲ نفر جمعیت دارد و ۲۲۵ متر بالاتر از سطح دریا واقع شده‌است.